# دوبیتسا دولنا
دوبیتسا دولنا (به لهستانی:  Dubica Dolna) یک روستا در لهستان است که در گمینا ویشنگتسه واقع شده‌است.